# Marcel Perrière
Marcel Perrière (* 22. November 1890 in Genf; † 6. August 1966 in Unterseen) war ein Schweizer Radrennfahrer.
Als Amateur gewann er die Tour du Lac Léman 1909. Ein Jahr später konnte er diesen Sieg wiederholen. Marcel Perrière war Profi-Rennfahrer von 1910 bis 1925. Dreimal war er Schweizer Strassenmeister in den Jahren 1911, 1915 und 1916 und stand viele Male auf dem Podium. Zudem gewann er dreimal (1910, 1911 und 1925) die Tour du Lac Léman.